# Kevin Behrens
Kevin Behrens, né le 3 février 1991 à Brême (Allemagne), est un footballeur international allemand qui évolue au poste d'avant-centre au FC Lugano.

## Carrière
Behrens passe la majeure partie de sa formation de football dans des clubs du district de Brême au ATS Buntentor et au SC Weyhe.
À l'été 2008, il rejoint l'académie du Werder Brême, club évoluant alors en Bundesliga, mais les portes de l'équipe professionnelle ou de troisième division lui restent fermées. Il joue par la suite en Regionalliga Nord, quatrième échelon du football allemand pour le SV Wilhelmshaven et l'équipe réserve du Hannover 96. Lors de la saison 2014-2015 il rejoint la Regionalliga Ouest dont il est vice-champion avec l'Alemannia Aachen. Après seulement huit rencontres sous le maillot du Rot-Weiss Essen, il rejoint à la pause hivernale 2015-2016 la Regionalliga Sud-Ouest et le club du 1. FC Saarbrücken pour deux saisons, avec lequel il remporte la coupe de Sarre en 2017 mais échoue lors des barrages de promotion en 3. Liga en 2018 face au TSV 1860 Munich.

### SV Sandhausen
A l'été 2018 le joueur offensif signe un contrat de trois ans avec le club SV Sandhausen évoluant en deuxième division allemande.

### 1. FC Union Berlin
Behrens signe librement au 1. FC Union Berlin, club de Bundesliga, lors du mercato d'été 2021. Il rejoint ainsi pour la première fois l'élite du football à l'âge de trente ans.

#### Saison 2023-2024
Lors de la première journée de la saison de Bundesliga 2023-24, le 20 août 2023, Behrens marque son premier triplé en Bundesliga au Stadion An der Alten Försterei contre le 1. FSV Mayence 05 lors d'une victoire 4-1 à domicile en marquant à trois reprises de la tête. La semaine suivante, il marque son quatrième but de la saison contre Darmstadt lors d'une nouvelle victoire 4-1 pour l'Union Berlin.

## Statistiques

### En sélection
| Saison                | Sélection             | Phases finales        | Phases finales | Phases finales | Phases finales | Éliminatoires | Éliminatoires | Éliminatoires | Ligue Nations | Ligue Nations | Ligue Nations | Matchs amicaux | Matchs amicaux | Matchs amicaux | Total | Total | Total |
| Saison                | Sélection             | Compétition           | M              | B              | Pd             | M             | B             | Pd            | M             | B             | Pd            | M              | B              | Pd             | M     | B     | Pd    |
| --------------------- | --------------------- | --------------------- | -------------- | -------------- | -------------- | ------------- | ------------- | ------------- | ------------- | ------------- | ------------- | -------------- | -------------- | -------------- | ----- | ----- | ----- |
| 2023-2024             | Allemagne             | -                     | -              | -              | -              | -             | -             | -             | -             | -             | -             | 1              | 0              | 0              | 1     | 0     | 0     |
| Total sur la carrière | Total sur la carrière | Total sur la carrière | 0              | 0              | 0              | 0             | 0             | 0             | 0             | 0             | 0             | 1              | 0              | 0              | 1     | 0     | 0     |